# Agylla analipunctaria
Agylla analipunctaria là một loài bướm đêm thuộc phân họ Arctiinae, họ Erebidae.